# Sociedad General de Ferrocarriles Vasco Asturiana
La Sociedad General de Ferrocarriles Vasco Asturiana fue una empresa asturiana que construyó y operó comercialmente el denominado Ferrocarril de El Vasco, una línea férrea entre la cuenca minera del Caudal y el puerto marítimo de San Esteban de Pravia. El objetivo de la línea era exportar carbón asturiano hacia la siderurgia vizcaína. Adicionalmente, también existió un ramal que conectaba a la línea con Oviedo (la actual vía verde Oviedo-Fuso de la Reina). Su nombre proviene del origen de sus fundadores, entre los que destacan el vasco Víctor Chávarri y el asturiano José Tartiere.
La compañía como tal se fundó en Oviedo en 1899 y para 1904 ya se había inaugurado el tramo entre Oviedo y San Esteban, pasando por Fuso de la Reina. En 1908 la línea se prolongó hasta Ujo y, más posteriormente, en la década de los 1930, la línea finalizó en Collanzo. En 1972 la compañía se disuelve y pasa a integrarse en los Ferrocarriles Españoles de Vía Estrecha (FEVE), al ser toda la infraestructura de ancho métrico. 
Desde 2013 la antigua línea de El Vasco pertenece a Adif. Actualmente, salvo el ramal reconvertido como vía verde Oviedo-Fuso de la Reina, la línea sigue en explotación comercial. Concretamente, por la mayor parte de la misma circulan trenes de la empresa Renfe prestando servicios de Cercanías en dos líneas: la C-7 San Esteban-Oviedo y la C-8 Baíña-Collanzo.

## Historia

### Objetivo comercial
A finales del siglo XIX la siderurgia vasca está en plena expansión y busca abastecerse de una materia prima esencial: el carbón, el cual abunda en las cuencas mineras del interior de Asturias. Para exportar el carbón desde Asturias hasta Vizcaya se formó un holding para coordinar las operaciones. Primeramente, la sociedad minera Hulleras del Turón (1890) será la encargada de extraer el carbón. Seguidamente, el Ferrocarril de El Vasco lo transportará por el interior de Asturias siguiendo el transcurso de los ríos Caudal y Nalón. Finalmente, el carbón se embarcará en el puerto de San Esteban, en la desembocadura del río Nalón, para que la Naviera Vasco-Asturiana (1899) lo exporte hasta Vizcaya a través del mar Cantábrico. La línea también se emplearía para el transporte de pasajeros. 

### Construcción inicial en los 1900

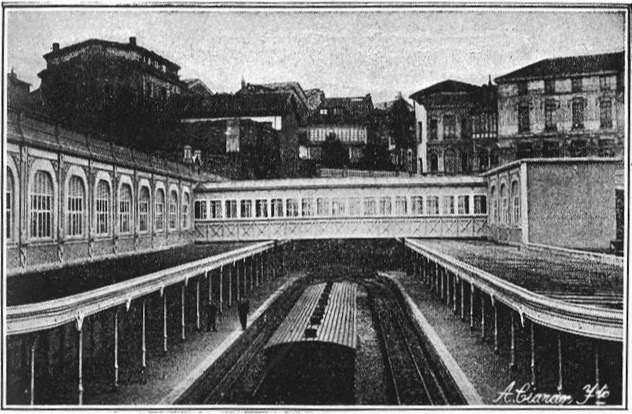
Fotograbado de los andenes de viajeros de la estación del Vasco (Oviedo, 1914)

La compañía ferroviaria se constituyó el 26 de octubre de 1899 con un capital de 15 millones de pesetas, cantidad muy elevada para el momento, que posteriormente se rebajó a 12 millones. La empresa no recibió financiación estatal. En 1901, mediante Real Orden, la compañía obtiene la concesión para construir y explotar durante 99 años tres líneas férreas:
- Oviedo - Fuso de la Reina
- Fuso de la Reina - San Esteban de Pravia (a través del valle de la cuenca baja del Nalón)
- Fuso de la Reina - Ujo (a través del valle del Caudal).

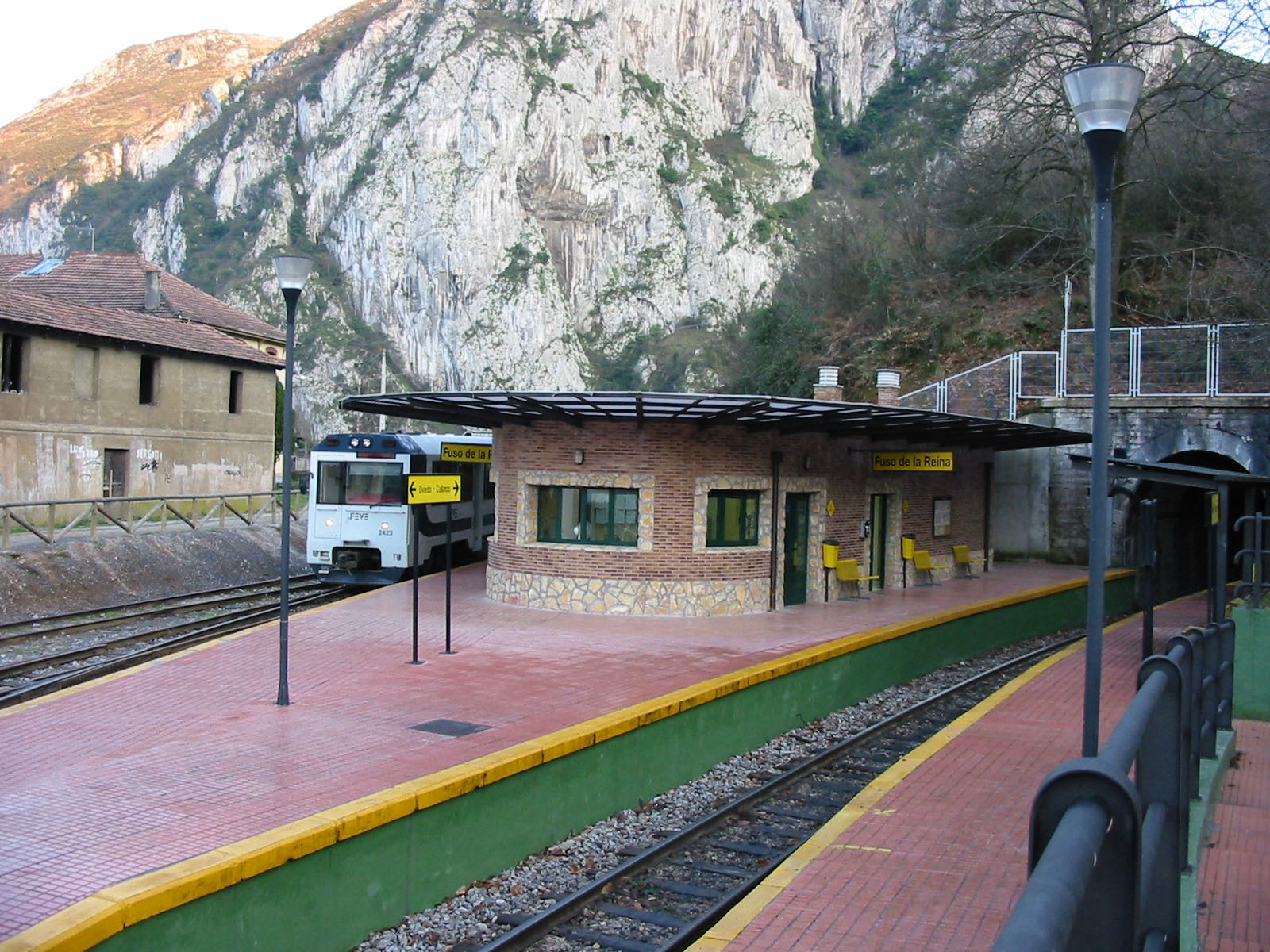
Estación de Fuso de la Reina.

Tras la realización de las obras, el 2 de agosto de 1904 se inauguró oficialmente los tramos comprendidos entre Oviedo y San Esteban de Pravia. La cabecera de la línea sería desde 1906 la estación de El Vasco (Oviedo), la cual sería demolida en 1989.
Posteriormente, el 30 de mayo de 1906 se inauguró el tramo entre Fuso de la Reina y Figaredo; y el 15 de abril de 1908 el tramo entre Figaredo y Ujo, con lo que queda completada la línea en los términos de la concesión inicial.
El trazado ferroviario medía unos 81 kilómetros y aprovechaba el suave descenso del río Nalón y de su afluente, el río Caudal. Se empleó el ancho de vía métrico.

### Ampliación de los 1930
En marzo de 1929 el Ferrocarril Vasco Asturiano recibió su cuarta y última concesión para la ampliación de la línea siguiendo el transcurso del río Aller (afluente del Caudal y subafluente del Nalón). Estas obras revestían mayor complejidad, por lo que recibieron una subvención estatal del 35%. El 16 de julio de 1934 se inauguró el tramo entre Ujo y Cabañaquinta; y el 27 de enero de 1935 el de Cabañaquinta a Collanzo.
Con esta ampliación la compañía tenía el objetivo de prolongar el ferrocarril hasta la provincia de León, en concreto hasta Boñar, para enlazar con el Ferrocarril de La Robla. Debido a las vicisitudes políticas de la época el objetivo final nunca se alcanzaría, siendo Collanzo el término actual de la línea.

### Declive y actualidad
En las últimas décadas del siglo XX, la crisis del sector minero resta importancia al transporte de mercancías, y «El Vasco», integrado en FEVE desde 1972, se transforma en un servicio de cercanías. En el año 1999 se pone en servicio una nueva línea Oviedo-Trubia y a consecuencia se desmantela la de Oviedo-Fuso de la Reina, reconvertida en vía verde. 
Hasta la década de los años 1990, la línea mantuvo unos niveles de rentabilidad aceptables. Fue a partir de 1993 cuando el número de viajeros desciende, principalmente entre Oviedo y Collanzo, debido a la entrada en servicio del tramo de la autovía A-66, entre Campomanes y Oviedo, lo que significó un incremento en el desplazamiento de viajeros por carretera.

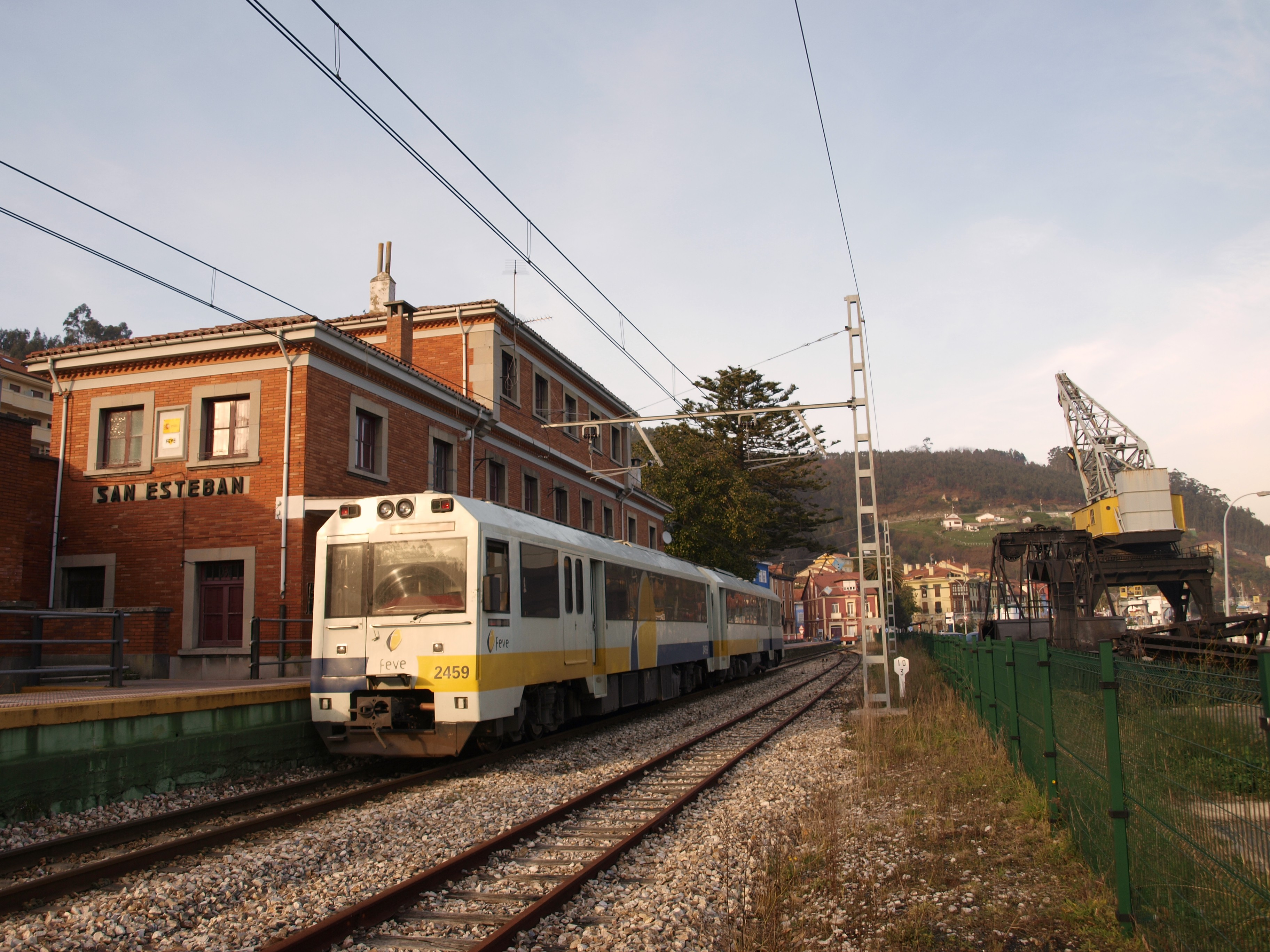
Estación de San Esteban de Pravia, punto final de la línea, junto al puerto carbonero.

En ese año, también se produjo un accidente muy importante en Vega de Anzo, en el que perdieron la vida 12 personas y resultaron heridas otras 7, lo que contribuyó aún más al descenso de viajeros de la línea.
No obstante, la línea experimentó una clara mejoría en el número de viajeros a partir de 1999, entre Oviedo y Pravia, viéndose mermada nuevamente a partir de 2005 con la apertura del tramo de la autovía A-63 entre Trubia y Santa María de Grado.
Desde 2013 la línea en su totalidad, desde San Esteban a Collanzo, pertenece a ADIF, por lo que forma parte de la Red Ferroviaria de Interés General.

## Estaciones

### Línea de Collanzo a Trubia
Collanzo
P.K. 47,644
Estación término de la línea.
Levinco
P.K. 43,217
Apeadero
Cabañaquinta
P.K. 40,804
Estación con una importante afluencia de viajeros por ser la localidad en que se emplaza la capital del Concejo de Aller.
Santa Ana
P.K. 38,959
Corigos
P.K. 36,311
Piñeres
P.K. 35,649
Oyanco
P.K. 32,349
Moreda
P.K. 30,185
Estación emplazada en la localidad de mayor número de habitantes del Concejo de Aller, lo que le aporta un importante número de viajeros.
Caborana
P.K. 28,858
Santa Cruz
P.K. 25,815
Ujo Taruelo
P.K. 24,600
Estación de segunda categoría
Figaredo
P.K. 23,080
Estación de tercera categoría a la que inicialmente acuden los trenes carboneros de Hulleras del Turón y Sociedad Hullera Española, y posteriormente los de Minas de Figaredo y Hulleras del Norte (Hunosa). 
Mieres
P.K. 18,970
Planteada inicialmente como de tercera categoría, esta estación es objeto de un proyecto especial por tratarse Mieres, capital del concejo del mismo nombre, de la localidad con más población de la red después de Oviedo.
Ablaña
P.K. 15,766
Estación de tercera categoría que adquiere bastante importancia por su condición de empalme con la línea de ancho ibérico León-Gijón.
La Pereda
P.K. 14,465
Baiña
P.K. 13,127
Peñamiel
P.K. 10,040
Singular estación emplazada en la cantera que le da su nombre y de la cual se extrajo piedra para la construcción y mantenimiento del ferrocarril. Esta estación no presta servicio comercial ninguno, pues no existe ninguna población en las inmediaciones ni camino de acceso a la misma. La razón de ser de esta estación, en la que se construye un edificio con cuatro viviendas, es únicamente el servicio a la propia compañía. De ahí surgió el dicho, aún utilizado en la comarca: “Para menos que el tren en Peñamiel”. Hasta el cambio de horarios de 1997, todos los trenes del servicio Oviedo-Collanzo tenían parada en Peñamiel y los viajeros se podían subir y bajar en Peñamiel al venderse billetes para tal dependencia. 
Parteayer
P.K. 8,504
Soto de Ribera
P.K. 5,222
Estación de tercera categoría, cuyo objeto inicial es el facilitar cruces de trenes. Posteriormente adquiere bastante importancia debido a la construcción en la localidad de una central térmica a la que pasa a prestar servicio.
Palomar
P.K. 1,667
Fuso de la Reina
P.K. 0,000
Estación de tercera categoría
Caces
P.K. 303,264
Apeadero emplazado en una zona de escasa población, cuya principal actividad es dar servicio a los numerosos viajeros que a principios del siglo XX acuden al balneario de Las Caldas.
Trubia
P.K. 297,874
Estación de segunda categoría con un importante tráfico de pasajeros y mercancías propiciado por la presencia en la localidad de la Fábrica Nacional de Armas y de la fábrica de cok Industrias Doy.

### Línea de Trubia a San Esteban de Pravia  Trubia
Véase arriba Línea de Collanzo a Trubia.
Santa María
P.K. 292,761
Vega de Anzo
P.K. 290,190
Estación de tercera categoría de escaso movimiento de viajeros y mercancías, construida para facilitar cruces entre Trubia y Grado.
Grado
P.K. 284,488
Estación de segunda categoría con un importante movimiento de mercancías y viajeros debido a la intensa actividad comercial agrícola y ganadera de la zona.
Sandiche
P.K. 280,708
Apeadero que cuenta con un edificio destinado exclusivamente al alojamiento del personal de la vía.
Aces
P.K. 277,545
San Román
P.K. 275,806
Parada inicialmente concebida como apeadero, que a los cuatro años de su inauguración pasa a la categoría de estación al construirse un muelle descubierto con su correspondiente vía de descarga. No obstante, el volumen de mercancías movido en esta estación siempre es pequeño.
Beifar
P.K. 271,990
Pravia
P.K. 269,276
Estación de segunda categoría
San Ranón
P.K. 4,972
San Esteban de Pravia
P.K. 12,212
Estación de tercera categoría, término de la línea a donde iba a parar todo el tráfico de carbón que sería embarcado en los buques de la Compañía de Navegación Vasco-Asturiana con destino a la siderurgia vasca.

### Línea de Oviedo a Fuso de la Reina
La Línea de Oviedo a Fuso de la Reina, desmantelada en 1999 como parte de la operación urbanística «Cinturón verde de Oviedo», contaba con las siguientes estaciones:
- Oviedo-El Vasco. Estación demolida en 1989[7]
- Oviedo-Jovellanos: Estación provisional, de tercera categoría
- La Manjoya: Estación de cuarta categoría, construida con la finalidad de facilitar el cruce de trenes y prestar servicio a la fábrica de explosivos y abonos químicos sita en la localidad, a pesar de lo cual no cuenta con muelles de mercancías debido a la peligrosidad de las mercancías a transportar.
- Las Caldas
- Fuso de la Reina: Pintoresca estación en la que se realiza el enlace de las líneas Collanzo-Trubia y Oviedo-Fuso.